# Długowąs azjatycki
Długowąs azjatycki, workoskrzel azjatycki (Heteropneustes fossilis, mylnie opisywany pod synonimiczną nazwą, jako odrębny gatunek, Heteropneustes microps) – gatunek słodkowodnej ryby sumokształtnej z rodziny Heteropneustidae. Poławiany komercyjnie, hodowany w akwakulturze, pielęgnowany w akwariach.
W Indiach jego mięso jest uważane za posiadające właściwości lecznicze. W Kalkucie żywe ryby z tego gatunku sprzedawane są w dużych ilościach.

## Występowanie
Jest gatunkiem szeroko rozprzestrzenionym w południowej Azji (Pakistan, Indie, Sri Lanka, Nepal, Bangladesz, Mjanma, Tajlandia i Laos). W wielu miejscach został introdukowany (Iran, Irak). 
Zasiedla wody słodkie, rzadziej słonawe.

## Charakterystyka
Na wolności osiąga długość około 50 cm, maksymalnie 70 cm, natomiast w niewoli rzadko przekracza 30 cm. Jest to ryba bardzo agresywna i napastliwa zarówno dla przedstawicieli swojego, jak i innych gatunków. Nie należy jej łączyć z mniejszymi rybami (mogą być pożarte) lub z innymi rybami z własnego gatunku (istnieje ryzyko agresji wewnątrzgatunkowej).

## Klasyfikacja
Bloch opisał ten gatunek w 1794 pod nazwą Silurus fossilis. Kilku innych autorów opisywało go później pod innymi nazwami, m.in. Saccobranchus microps, który do niedawna był uznawany za odrębny gatunek, przeniesiony do rodzaju Heteropneustes jako H. microps. Ferraris w 2007 wykazał, że Saccobranchus microps jest synonimem nazwy Heteropneustes fossilis, co umknęło uwadze wielu autorów, również w ITIS i FishBase. Stanowisko Ferrarisa zostało potwierdzone w pracach Kottelata (2013) i Ratmuangkhwanga (2014).

## Hodowla w akwarium
Zbiornik powinien być duży (o długości min. 100 cm), szczelnie przykryty, gdyż ryba może wydostać się z akwarium. Długowąs azjatycki jest aktywny głównie o zmierzchu i nocą. Wymaga drobnoziarnistego miałkiego podłoża, niezawierającego żadnych ostrych krawędzi. W jasnym zbiorniku nie czuje się dobrze. Akwarium powinno być gęsto obsadzone roślinami oraz oferować dużo kryjówek np. z korzeni i kamieni.
Woda powinna mieć temperaturę 15–28 °C, pH między 6,6 a 7,6, miękka do średnio twardej. Długowąsy azjatyckie są żarłoczne i wszystkożerne, zjadają każdy napotkany pokarm. Dorosłe potrafią zjeść nawet dużą rybę, jeżeli ta znajduje się nocą w pobliżu dna.
Podczas wyławiania ryby zalecana jest szczególna ostrożność, gdyż można zranić rękę kolcami umiejscowionymi na płetwach piersiowych. U uczulonych ludzi ukłucie powoduje, że dochodzi do obrzęku.

## Rozmnażanie
Długowąsy azjatyckie są zdolne do rozmnażania, gdy osiągną długość około 15 cm. Umieszczone w oddzielnym akwarium łatwo przystępują do tarła. Potrzebują jednak dość obszernego i dobrze napowietrzonego zbiornika, w którym połowa wody musi być wymieniona na świeżą. Składają ikrę na żwirowym podłożu, najczęściej w sąsiedztwie roślin.
Samce przygotowują się do tarła już w godzinach popołudniowych, a w godzinach wieczornych formują ciało w kształt litery "U". Obok samca przesuwa się powoli samica składając ikrę. Większe samice potrafią złożyć w kilku miejscach akwarium nawet 6 000 jaj. Do rozwoju ikry potrzeba bardzo silnego napowietrzania. Larwy zaczynają się wylęgać po około 24 godzinach. Przez 4 do 5 dni jako pożywienie wystarcza im zawartość woreczka żółtkowego. Po tym czasie narybek rozpływa się w poszukiwaniu pokarmu. Pokarmem w początkowym okresie karmienia jest żywy mikroplankton. Narybek wymaga dobrego karmienia, mocnego filtrowania i napowietrzania oraz częstej podmiany wody. Kondycja i wzrost zależy od tego, ile pokarmu można zagwarantować stale głodnym długowąsom.